# HD 74156 c
HD 74156 c ist ein Exoplanet, der den gelben Zwerg HD 74156 umkreist. Auf Grund seiner Masse wird angenommen, dass es sich um einen Gasplaneten handelt.

## Entdeckung
Der Planet wurde mit Hilfe der Radialgeschwindigkeitsmethode von Dominique Naef et al. im Jahr 2001 entdeckt.

## Umlauf und Masse
Der Planet umkreist den Zentralstern alle 2477 Tage in einer Entfernung von ca. 3,35 Astronomischen Einheiten bei einer Exzentrizität von 0,43 und hat eine Mindestmasse von ca. 8 Jupitermassen.